# Partheniai
Partheniai (Oudgrieks: παρϑενίαι) waren de zonen van Spartaanse vrouwen en heloten, geboren gedurende de lange afwezigheid van de Spartanen in de Eerste Messenische Oorlog. Daar hun niet de rechten van burgers werden gegeven, verlieten zij hun vaderland. Zij gingen onder aanvoering van Phalanthos naar Italië en stichtten Tarentum.

## Referentie
- art. Partheniae, in J.G. Schlimmer - Z.C. de Boer, Woordenboek der Grieksche en Romeinsche Oudheid, Haarlem, 1920, p. 459.